# Ministerpräsident von Israel
Der Ministerpräsident von Israel (hebräisch רֹאשׁ הַמֶּמְשָׁלָה Rosh HaMemshala, deutsch ‚Regierungschef‘, hebräisches Akronym: hebräisch רה״מ; arabisch رئيس الحكومة, Raʾīs al-Ḥukūma; auch als Premierminister bezeichnet) ist das oberste Regierungsamt von Israel.
Israel ist eine parlamentarische Republik mit einem Präsidenten als Staatsoberhaupt. Die Befugnisse des Präsidenten sind weitgehend zeremoniell, während der Ministerpräsident die Exekutivgewalt innehat. Der offizielle Amtssitz des Ministerpräsidenten, Beit Aghion, befindet sich in Jerusalem.
Amtierender Ministerpräsident ist seit dem 29. Dezember 2022 Benjamin Netanjahu (Likud).
Nach einer Wahl nominiert der Präsident ein Mitglied der Knesset zum Ministerpräsidenten, nachdem er die Parteiführer gefragt hat, wen sie für die Position unterstützen. Der von ihm nominierte Kandidat hat 28 Tage Zeit, um eine tragfähige Koalition zu bilden. Anschließend präsentiert er ein Regierungsprogramm und muss eine Vertrauensabstimmung in der Knesset bestehen, um Ministerpräsident zu werden. In der Praxis ist der Ministerpräsident in der Regel der Führer der größten Partei in der regierenden Koalition. Zwischen 1996 und 2001 wurde der Ministerpräsident direkt gewählt, unabhängig von der Knesset.
Im Gegensatz zu den meisten Ministerpräsidenten in parlamentarischen Republiken ist der Ministerpräsident von Israel sowohl de jure als auch de facto Chief Executive. Dies liegt daran, dass die Grundgesetze Israels ausdrücklich die Exekutivgewalt in der Regierung verankern, deren Anführer der Ministerpräsident ist.

## Geschichte
Das Amt des Ministerpräsidenten wurde am 14. Mai 1948 mit der Unabhängigkeitserklärung des Staates Israel geschaffen, als die provisorische Regierung gebildet wurde. David Ben-Gurion, der Führer der Mapai und Vorsitzende der Jewish Agency, wurde Israels erster Ministerpräsident. Die Position wurde am 8. März 1949 mit der Bildung der ersten Regierung dauerhaft. Ben-Gurion blieb bis Ende 1953 im Amt, als er zurücktrat, um sich im Kibbuz von Sde Boker niederzulassen. Er wurde von Moshe Sharett abgelöst. Ben-Gurion kehrte jedoch in weniger als zwei Jahren zurück, um seine Position wieder einzunehmen. Er trat 1963 zum zweiten Mal zurück und gründete 1965 Rafi. Levi Eshkol übernahm die Führung von Mapai und das Amt des Ministerpräsidenten. Er wurde der erste Ministerpräsident, der das Land unter dem Banner von zwei Parteien führte, als Mapai mit Achdut haAwoda – Poalei Tzion 1965 die Alignment bildete. 1968 wurde er auch der einzige Parteiführer, der eine absolute Mehrheit in der Knesset hatte, nachdem Mapam und Rafi in die Alignment fusionierten und ihr 63 von 120 Sitzen einbrachten.
Am 26. Februar 1969 wurde Eshkol der erste Ministerpräsident, der während seiner Amtszeit starb. Er wurde vorübergehend von Jigal Allon ersetzt, dessen Amtszeit weniger als einen Monat dauerte, da die Partei Golda Meir überzeugte, in die Politik zurückzukehren und im März 1969 Ministerpräsidentin zu werden. Meir war Israels erste Ministerpräsidentin und die dritte weltweit (nach Sirimavo Bandaranaike und Indira Gandhi).
Meir trat 1974 zurück, nachdem die Agranat-Kommission ihre Ergebnisse zum Jom-Kippur-Krieg veröffentlicht hatte, obwohl sie von jeder Schuld freigesprochen wurde. Jitzchak Rabin übernahm die Führung, trat jedoch gegen Ende der Amtszeit der achten Knesset nach einer Reihe von Skandalen zurück. Dazu gehörten der Suizid des Wohnungsministers Abraham Ofer, nachdem die Polizei begonnen hatte, Vorwürfe zu untersuchen, dass er Parteigelder illegal verwendet hatte, und die Yadlin-Affäre um Asher Yadlin (den designierten Gouverneur der Bank of Israel), der zu fünf Jahren Haft verurteilt wurde, weil er Bestechungsgelder angenommen hatte. Auch Rabins Ehefrau Leah hatte ein ausländisches Bankkonto, was zur damaligen Zeit in Israel illegal war.
Menachem Begin wurde der erste rechtsgerichtete Ministerpräsident, als seine Partei Likud die Wahlen von 1977 gewann, und behielt das Amt auch nach den Wahlen von 1981. Er trat 1983 aus gesundheitlichen Gründen zurück und übergab die Führung an Jitzchak Schamir.
Nach den Wahlen von 1984, bei denen weder die Alignment noch Likud in der Lage waren, eine Regierung zu bilden, wurde eine Regierung der nationalen Einheit mit wechselnder Ministerpräsidentenschaft gebildet – Schimon Peres übernahm die ersten beiden Jahre und wurde zur Halbzeit der Knesset-Amtszeit von Shamir abgelöst. Obwohl die Wahlen von 1988 erneut eine Regierung der nationalen Einheit hervorbrachten, gelang es Shamir, allein die Rolle des Ministerpräsidenten zu übernehmen. Peres unternahm 1990 einen erfolglosen Versuch, eine linksgerichtete Regierung zu bilden, scheiterte jedoch und ließ Shamir bis 1992 an der Macht. Rabin wurde zum zweiten Mal Ministerpräsident, als er die Awoda bei den Wahlen von 1992 zum Sieg führte. Nach seiner Ermordung am 4. November 1995 übernahm Peres erneut das Amt des Ministerpräsidenten.

### Direktwahl
Während der dreizehnten Knesset (1992–1996) wurde beschlossen, eine separate Wahl für den Ministerpräsidenten nach dem Vorbild der amerikanischen Präsidentschaftswahlen abzuhalten. Dieses System wurde teilweise eingeführt, weil das israelische Wahlsystem es nahezu unmöglich macht, dass eine Partei eine Mehrheit gewinnt. Obwohl nur zwei Parteien – Mapai/Awoda und Likud – je Regierungen geführt hatten, verhindert die große Anzahl von Parteien oder Fraktionen in einer typischen Knesset normalerweise, dass eine Partei die für eine Mehrheit erforderlichen 61 Sitze gewinnt.
Als die erste solche Wahl 1996 stattfand, endete sie überraschend mit einem Sieg für Benjamin Netanjahu, obwohl die Wahlumfragen Peres als Sieger vorhersagten. Bei der gleichzeitig abgehaltenen Knesset-Wahl gewann die Awoda jedoch mehr Stimmen als jede andere Partei (27 %). Daher benötigte Netanyahu trotz seiner theoretischen Machtposition die Unterstützung der religiösen Parteien, um eine handlungsfähige Regierung zu bilden.
Letztendlich gelang es Netanyahu nicht, die Regierung zusammenzuhalten, und es wurden vorzeitige Wahlen sowohl für den Ministerpräsident als auch für die Knesset im Jahr 1999 abgehalten. Obwohl fünf Kandidaten antreten wollten, zogen sich die drei Vertreter kleinerer Parteien (Benny Begin von Cherut – HaTnu’a HaLeumit, Asmi Bischara von Balad und Jitzchak Mordechai von Mifleget ha-Merkas) vor dem Wahltag zurück, und Ehud Barak besiegte Netanyahu bei der Wahl. Das neue System schien jedoch erneut gescheitert zu sein, da das Bündnis von Baraks Jisrael Achat (ein Bündnis von Awoda, Gescher und Meimad) bei der Knesset-Wahl zwar die meisten Stimmen erhielt, aber nur 26 Sitze, die bisher niedrigste Anzahl, die von einer siegreichen Partei oder einem siegreichen Bündnis erreicht wurde. Barak musste eine Koalition mit sechs kleineren Parteien bilden, um eine Regierung zu bilden.
Anfang 2001 trat Barak nach dem Ausbruch der Al-Aqsa-Intifada zurück. Die Regierung wurde jedoch nicht gestürzt, und es waren nur Wahlen für den Ministerpräsident erforderlich. Bei der Wahl selbst besiegte Ariel Scharon von Likud Barak deutlich und erhielt 62,4 % der Stimmen. Da Likud jedoch nur 21 Sitze in der Knesset hatte, musste Sharon eine Regierung der nationalen Einheit bilden. Nach Sharons Sieg wurde beschlossen, auf separate Wahlen für den Ministerpräsident zu verzichten und zum früheren System zurückzukehren.

### Ab 2003
Die Wahlen 2003 wurden auf die gleiche Weise wie vor 1996 durchgeführt. Likud gewann 38 Sitze, die höchste Zahl einer Partei seit über einem Jahrzehnt, und Sharon wurde als Parteivorsitzender zum Ministerpräsident ernannt. Gegen Ende seiner Amtszeit und größtenteils aufgrund der tiefen Meinungsverschiedenheiten innerhalb von Likud über den Abkoppelungsplan, brach Sharon von seiner Partei ab und gründete Kadima, wobei er seine Position als Ministerpräsident behielt und der erste Ministerpräsident wurde, der kein Mitglied von Labour oder Likud (oder ihren Vorgängerparteien) war. Im Januar 2006 erlitt er jedoch einen Schlaganfall, mitten in der Wahlzeit, was dazu führte, dass Ehud Olmert in den Wochen vor den Wahlen zum amtierenden Ministerpräsident wurde. Das Kabinett wählte ihn zum amtierenden Ministerpräsident, kurz nach den Wahlen 2006, als Scharons Unfähigkeit, das Amt wahrzunehmen, 100 Tage andauerte. So wurde er Israels dritter amtierender Ministerpräsident, nur wenige Tage bevor er seine eigene neue Regierung als offizieller Ministerpräsident von Israel bildete.
2008 trat Olmert aufgrund von Korruptionsvorwürfen und Herausforderungen aus den eigenen Reihen zurück. Seine Nachfolgerin, Tzipi Livni, war jedoch nicht in der Lage, eine Koalitionsregierung zu bilden. Bei der Wahl im folgenden Jahr gewann Kadima zwar die meisten Sitze, aber der Likud-Führer Netanjahu erhielt den Auftrag, eine Regierung zu bilden. Er konnte dies tun und begann somit seine zweite Amtszeit als Ministerpräsident von Israel.
Bei den Wahlen 2013 ging die Allianz Likud Jisra’el bejtejnu als größte Fraktion hervor. Nach Bildung einer Koalition sicherte Netanyahu seine dritte Amtszeit als Ministerpräsident. Bei den Wahlen 2015 gelang es Netanjahu, an der Macht zu bleiben. Mehrere Meinungsverschiedenheiten mit seinen Koalitionspartnern führten zur politischen Krise von 2018 bis 2022.
Im Jahr 2021 wurde Naftali Bennett Ministerpräsident. Im Juli 2022 wurde er von seinem Koalitionspartner, Jair Lapid, abgelöst. Im Dezember 2022 kehrte Netanjahu infolge der Wahlen des Vormonats wieder ins Amt des Ministerpräsidenten zurück.

## Nachfolgeregelung
Wenn der Ministerpräsident während seiner Amtszeit stirbt, wählt das Kabinett einen Interims-Ministerpräsidenten, der die Regierung führt, bis eine neue Regierung die Macht übernimmt. Jigal Allon fungierte als Interims-Ministerpräsident nach dem Tod von Levi Eschkol, ebenso wie Schimon Peres nach der Ermordung von Jitzchak Rabin.
Laut israelischem Recht wird im Falle einer vorübergehenden Unfähigkeit des Ministerpräsidenten anstelle seines Todes (wie im Fall des Schlaganfalls von Ariel Scharon Anfang 2006) die Macht auf den amtierenden Ministerpräsidenten übertragen, bis der Ministerpräsident sich erholt (Ehud Olmert übernahm von Scharon), für maximal 100 Tage. Wenn der Ministerpräsident für dauerhaft unfähig erklärt wird oder diese Frist abläuft, leitet der Präsident von Israel den Prozess der Bildung einer neuen Regierungskoalition, und in der Zwischenzeit wird der amtierende Ministerpräsident oder ein anderes amtierendes Kabinettsmitglied von der Regierung zum Interims-Ministerpräsidenten ernannt.
Im Fall von Scharon waren bereits Wahlen innerhalb von 100 Tagen nach Beginn seines Komas geplant. Daher übernahm der Wahlkoalitionsbildungsprozess vorab die Notfallbestimmungen für die Auswahl eines neuen Ministerpräsidenten. Dennoch wurde Olmert am 16. April 2006 zum Interims-Ministerpräsident ernannt, nach den Wahlen, nur wenige Tage bevor er am 4. Mai 2006 seine eigene Regierung als offizieller Ministerpräsident von Israel bildete.

### Amtierender, stellvertretender und Vize-Ministerpräsident
Neben dem Amt des amtierenden Ministerpräsidenten gibt es auch Vize-Ministerpräsident und stellvertretenden Ministerpräsident.

### Übergangsregierung
Eine Übergangsregierung (hebräisch ממשלת מעבר Memshelet Ma'avar, deutsch ‚Übergangsregierung‘) ist dieselbe Regierung, die ihre rechtliche Stellung nach dem Tod, Rücktritt, der dauerhaften Unfähigkeit oder strafrechtlichen Verurteilung des Ministerpräsidenten geändert hat, sowie nach der Bitte des Ministerpräsidenten, die Knesset aufzulösen, die durch den Erlass des Präsidenten veröffentlicht wurde, oder nachdem sie durch einen Misstrauensantrag besiegt wurde (diese Maßnahmen gelten nach dem Gesetz als „Die Regierung gilt als zurückgetreten“), oder nach einer Wahl und vor der Bildung einer neuen Regierung.

## Ministerpräsidentresidenz
Seit 1974 befindet sich die offizielle Residenz des Ministerpräsidenten in Beit Aghion, an der Ecke der Straßen Arthur Balfour und Peretz Smolenskin in Rechavia, Jerusalem.